# Alex Homberger
Alexander H. Homberger (ur. 26 października 1912 w Szafuzie, zm. 15 kwietnia 2007 w Muskegon, Stany Zjednoczone) – szwajcarski wioślarz, dwukrotny medalista olimpijski.
Wystartował na igrzyskach olimpijskich w Berlinie w 1936 roku, gdzie zdobył dwa medale. Najpierw Szwajcarzy w składzie: Hermann Betschart, Hans Homberger (starszy brat), Alex Homberger, Karl Schmid i Rolf Spring (sternik) zdobyli srebrny medal w czwórkach ze sternikiem. W wyścigu finałowym o 8,1 sekundy przegrali z reprezentantami III Rzeszy, a o 9 sekund wyprzedzili Francuzów. Następnie razem z Hermannem Betschartem, Hansem Hombergerem i Karlem Schmidem zajęli trzecie miejsce w czwórkach bez sternika. W finale uplasowali się 8,8 sekundy za osadą III Rzeszy i 4,1 sekundy za osadą Wielkiej Brytanii. Na tej samej imprezie wystartował również w ósemkach, gdzie w wyścigu finałowym Szwajcaria zajęła ostatnie, szóste miejsce.
W czwórkach bez sternika wywalczył także złoty medal na mistrzostwach Europy w Berlinie (1935) i srebrny na mistrzostwach Europy w Lucernie (1934). Ponadto na ME 1935 był również drugi w ósemkach. 
Uzyskał dyplom inżyniera na Uniwersytecie w Zurychu. Po igrzyskach w 1936 roku wyemigrował do USA, osiedlając się w Michigan.
Wioślarzem i olimpijczykiem był również drugi z jego braci, Rudolf.